# Bonanza, Mexiko
Bonanza är en ort i Mexiko.   Den ligger i kommunen Villa Corzo och delstaten Chiapas, i den sydöstra delen av landet, 700 km sydost om huvudstaden Mexico City. Bonanza ligger 858 meter över havet och antalet invånare är 102.
Terrängen runt Bonanza är kuperad åt nordost, men åt sydväst är den bergig. Runt Bonanza är det ganska glesbefolkat, med 24 invånare per kvadratkilometer. Närmaste större samhälle är Tres Picos, 17,2 km sydväst om Bonanza. I omgivningarna runt Bonanza växer i huvudsak städsegrön lövskog.